# Facção republicana
A Facção republicana (Espanhol: Bando republicano), também conhecida como a Facção lealista (Espanhol: Bando leal ou bando gubernamental), foi o lado da Guerra Civil Espanhola de 1936 a 1939 que apoiou o governo estabelecido da Segunda República Espanhola contra a facção Nacionalista ou rebelde de extrema direita da rebelião militar. O nome Republicanos (republicanos) era usado principalmente por seus membros e apoiantes, enquanto os seus oponentes usavam o termo derrogatório Rojos (vermelhos) para se referir a essa facção.

#### Frente Popular

Frente Popular

## Participantes

### Grupos políticos

#### Nacionalistas
Não confundir com "Nacionales", "Bando nacionalista" ou "Bando nacional", nomes cunhados por Goebbels e adotados pela facção rebelde 

##### Bascos
- Nacionalismo basco
  - Partido Nacionalista Basco
  - Ação Nacionalista Basca

##### Catalães
- Nacionalismo catalão

Catalunha

  - Esquerda Republicana da Catalunha
  - Acció Catalana Republicana
  - Estat Català

#### CNT/FAI

CNT/FAI

#### UGT

UGT

### Militares

#### Exército Popular da República
Em Outubro de 1936, o governo republicano em Vitória iniciou um processo de reorganização do exército fragmentado. O autoproclamado Exército Popular da República (Espanhol: Ejército Popular de la República, EPR) consistia naquelas unidades do Exército Republicano Espanhol que permaneceram leais à República e membros da milícia que estavam integrados na nova estrutura.

#### Outros ramos
- Marinha da República Espanhola
- Carabineiros; uma das unidades de aplicação da lei onde o golpe dos generais pró-fascistas de 1936 encontrou o menor apoio.[3][4]
- Guarda Civil
- Guardia de Asalto
- Força Aérea da República Espanhola

#### As Brigadas Internacionais e outros voluntários estrangeiros

Brigadas Internacionais

Pelo menos 40,000 voluntários individuais de 52 nações, geralmente socialistas, comunistas ou anarquistas, lutaram pelo lado Republicano.
A grande maioria destes, cerca de 32.000 homens e mulheres, serviram nas Brigadas Internacionais, organizadas em estreita conjunção com o Comintern.
Cerca de outros 3.000 voluntários estrangeiros lutaram como membros de milícias pertencentes ao sindicato anarco-sindicalista CNT e ao POUM Marxista anti-Stalinista. Entre aqueles que lutavam com o POUM estava incluido um dos mais famosos veteranos da guerra, George Orwell.

#### Exércitos regionais

Pais Basco

- Exército Basco
- Marinha Auxiliar Basca
- Exército Popular da Catalunha

## Suporte externo direto

### México

Estados Unidos Mexicanos

O México apoiou plena e publicamente a reivindicação do governo de Madri e dos republicanos. O México recusou-se a seguir as propostas de não intervenção anglo-francesa. O presidente Lázaro Cárdenas viu a guerra como semelhante à revolução do próprio México, embora uma grande parte da sociedade mexicana quisesse uma vitória nacionalista. A atitude do México deu imenso conforto moral à República, especialmente desde que os principais governos latino-americanos - os da Argentina, Brasil, Chile e Peru - simpatizavam mais ou menos abertamente com os nacionalistas. Mas a ajuda mexicana poderia significar relativamente pouco em termos práticos se a fronteira francesa fosse fechada e se a Alemanha nazista e a Itália fascista permanecessem livres para fornecer aos nacionalistas uma qualidade e quantidade de armas muito além do poder do México.
O México forneceu US $ 2.000.000 em ajuda e forneceu alguma assistência material, que incluía um pequeno número de aeronaves fabricadas nos EUA, como o Bellanca CH-300 e o Spartan 8W Zeus, que anteriormente serviram no Força Aérea Mexicana. Nem todos esses aviões chegaram aos republicanos.

### União Soviética

União das Repúblicas Socialistas Soviéticas

A União Soviética prestou principalmente assistência material às forças Republicanas. No total, a URSS forneceu à Espanha 806 aviões, 362 tanques e 1.555 peças de artilharia. A União Soviética ignorou o embargo da Liga das Nações e vendeu armas para a República quando poucas outras nações o fariam; Assim, era a única fonte importante de armas importantes da República. Josef Stalin assinou o Acordo de Não Intervenção, mas decidiu romper o pacto. No entanto, ao contrário de Hitler e Mussolini, que violaram abertamente o pacto, Estaline tentou fazê-lo secretamente. Ele criou uma seção X das forças armadas da União Soviética para chefiar a operação, com o nome de Operação X. No entanto, enquanto um novo ramo dos militares foi criado especialmente para a Espanha, a maioria das armas e artilharias enviadas para a Espanha eram antiguidades. Estaline também usou armas capturadas em conflitos passados. No entanto, armas modernas, como tanques BT-5  e aeronaves de combate I-16, também foram fornecidas para a Espanha.
Muitos dos fornecimentos soviéticos foram perdidos, ou foram menores do que Estaline havia ordenado. Ele deu apenas um aviso curto, o que significou que muitas armas foram perdidas no processo de entrega. Por fim, quando os navios partiram com suprimentos para os republicanos, a viagem foi extremamente lenta. Estaline ordenou que os construtores incluíssem pavimentos falsos no desenho de navios. Então, uma vez que o navio deixou a costa, era necessário mudar sua bandeira e mudar a cor de partes do navio para evitar a captura pelos Nacionalistas. No entanto, em 1938, Estaline retirou as suas tropas e tanques à medida que a política do governo republicano se afundava. O historiador Hugh Thomas comenta que "se tivessem sido capazes de comprar e transportar boas armas de fabricantes Americanos, Britânicos e Franceses, os membros socialistas e republicanos do governo Espanhol poderiam ter tentado se libertar de Estaline".
A República teve que pagar pelas armas Soviéticas com as reservas oficiais de ouro do Banco de Espanha, num caso que se tornaria um tema frequente de propaganda Franquista mais tarde (ver Ouro de Moscou). O custo para a República das armas Soviéticas era de mais de US $ 500 milhões (preços de 1936); toda a reserva de ouro da Espanha, a quarta maior do mundo. 176 toneladas foram transferidas através da França.
A União Soviética também enviou vários conselheiros militares para a Espanha (2,000–3,000). Enquanto as tropas soviéticas somavam não mais do que 500 homens de cada vez, os voluntários Soviéticos muitas vezes operavam tanques e aviões Republicanos de fabricação Soviética, particularmente no início da guerra. Além disso, a União Soviética dirigiu partidos Comunistas ao redor do mundo para organizar e recrutar as Brigadas Internacionais. Outro envolvimento Soviético significativo foi a atividade generalizada do NKVD ao longo de toda a retaguarda Republicana. Figuras comunistas como Vittorio Vidali ("Comandante Contreras"), Iosif Grigulevich e, acima de tudo, Alexander Orlov lideraram aquelas operações não tão secretas, que incluíam assassinatos como os de Andreu Nin e José Robles.

## Apoio ambivalente

### França

República Francesa.

A posição Francesa em relação à República Espanhola foi caracterizada por sua atitude hesitante e sua ambivalência. Assim, o governo da França não enviou apoio direto aos republicanos espanhóis e, no final da república sitiada, acabou se voltando contra ela, reconhecendo, em vez disso, o Estado Franquista. O presidente Albert Lebrun opôs-se à assistência direta, mas o governo de esquerda do Primeiro-Ministro Francês, Léon Blum, simpatizava com a República. Blum considerou tanto o envio de ajuda militar e tecnologia para os Republicanos, incluindo aeronaves e utilizando a Marinha francesa para bloquear o Exército Espanhol da África liderado por Franco de cruzar do Marrocos Espanhol para a Espanha. Também após a eclosão da guerra civil, o governo Republicano Espanhol e o governo da França em mensagens diplomáticas discutiram uma possível transferência de aeronaves Francesas para as forças Republicanas Espanholas.
O governo de Blum temia que o sucesso das forças Franquistas na Espanha resultasse na criação de um estado aliado da Alemanha Nazista e da Itália Fascista que permitiria que forças militares Alemãs e Italianas ficassem sediadas nas Ilhas Canárias e Baleares. Políticos de direita, no entanto, ouviram falar da intenção do governo Francês de enviar apoio militar aos Republicanos Espanhóis na guerra e opuseram-se às ações do governo francês por meio de uma campanha cruel contra o governo de Blum por seu suposto apoio aos republicanos.
Em 27 de Julho de 1936, oficiais britânicos discutiram com o Primeiro-Ministro Blum sobre a guerra e convenceram Blum a não enviar armas para os Republicanos. Portanto, em 27 de Julho, o governo Francês declarou que não enviaria ajuda militar, tecnologia ou forças. No entanto, Blum deixou claro que a França reservava o direito de fornecer ajuda, caso desejasse, e indicou também o seu apoio à República, dizendo:

Poderíamos ter entregado armas ao Governo Espanhol [(Republicanos)], um governo legítimo ... Nós não fizemos isso, para não dar uma desculpa para aqueles que seriam tentados a enviar armas para os rebeldes.— Blum, 1936.
Em 1º de Agosto de 1936, um comício pró-Republicano de 20.000 pessoas confrontou Blum exigindo que ele enviasse aviões para os Republicanos Espanhóis ao mesmo tempo em que políticos de direita atacaram Blum por apoiar a República e serem responsáveis por provocar a intervenção 
Italiana Fascista no lado de Franco.
A Alemanha Nazi informou o embaixador Francês em Berlim que a Alemanha responsabilizaria a França se apoiasse o que descreveu como "as manobras de Moscovo" apoiando os Republicanos Espanhóis.  Finalmente, em 21 de Agosto de 1936, a França, o Reino Unido e a Itália (sob pressão da França e do Reino Unido) assinaram as Propostas de Não-Intervenção envolvendo a Guerra Civil Espanhola.
No entanto, o governo de Blum prestou assistência militar aos Republicanos Espanhóis através de meios secretos, fornecendo aeronaves Potez 54, Dewoitine e Loire 46 obsoletas à Força Aérea da República Espanhola de 7 de Agosto de 1936 a Dezembro do mesmo ano.  Muitas vezes, com as armas removidas, esses aviões quase inúteis e vulneráveis raramente sobrevivem a três meses de missões aéreas. Além disso, até 8 de Setembro de 1936, as aeronaves poderiam passar livremente da França para a Espanha se fossem compradas em outros países.
Embora o apoio indeciso e ineficaz da França aos Republicanos tenha terminado em Dezembro de 1936, a inteligência Alemã informou Franco e a sua facção que os militares franceses estavam em discussões abertas sobre a intervenção na guerra. Alegadamente em 1938, Franco temia uma intervenção Francesa imediata contra uma potencial vitória Franquista na Espanha, através da ocupação Francesa da Catalunha, das Ilhas Baleares e do Marrocos Espanhol.
No final da Guerra Civil, a maioria dos navios de mar da Marinha da República Espanhola foi evacuada para Bizerta no Protetorado Francês da Tunísia, onde a frota foi apreendida pelas autoridades Francesas e depois entregue à facção Franquista. Com exceção de alguns tripulantes que foram colocados em guarda nos navios, os marinheiros Republicanos Espanhóis e seus oficiais foram internados em um campo de concentração em Meheri Zabbens. Membros derrotados de outros ramos das Forças Armadas da República Espanhola que escaparam foram presos pelas autoridades Francesas e internados em campos de concentração no sul da França, como o Campo de Concentração de Argelès-sur-Mer que chegou a deter cerca de 100.000 Republicanos Espanhóis derrotados . A partir daí, alguns conseguiram se exilar ou foram se juntar aos exércitos dos Aliados para lutar contra as Potências do Eixo, enquanto outros acabaram em Campos de concentração nazistas.